# Veľké Borové
Veľké Borové este o comună slovacă, aflată în districtul Liptovský Mikuláš din regiunea Žilina. Localitatea se află la altitudinea de 835 m deasupra n.m., se întinde pe o suprafață de 10,99 km2 și în 2017 număra 48 de locuitori.

## Istoric
Localitatea Veľké Borové este atestată documentar din 1646.

## Demografie
| An:                | 1994 | 2004    | 2014    | 2024 |
| ------------------ | ---- | ------- | ------- | ---- |
| Număr de persoane: | 105  | 86      | 56      | 42   |
| Diferență:         |      | −18,09% | −34,88% | −25% |

| An:                | 2023 | 2024   |
| ------------------ | ---- | ------ |
| Număr de persoane: | 45   | 42     |
| Diferență:         |      | −6,66% |